# Cầu Eisbach

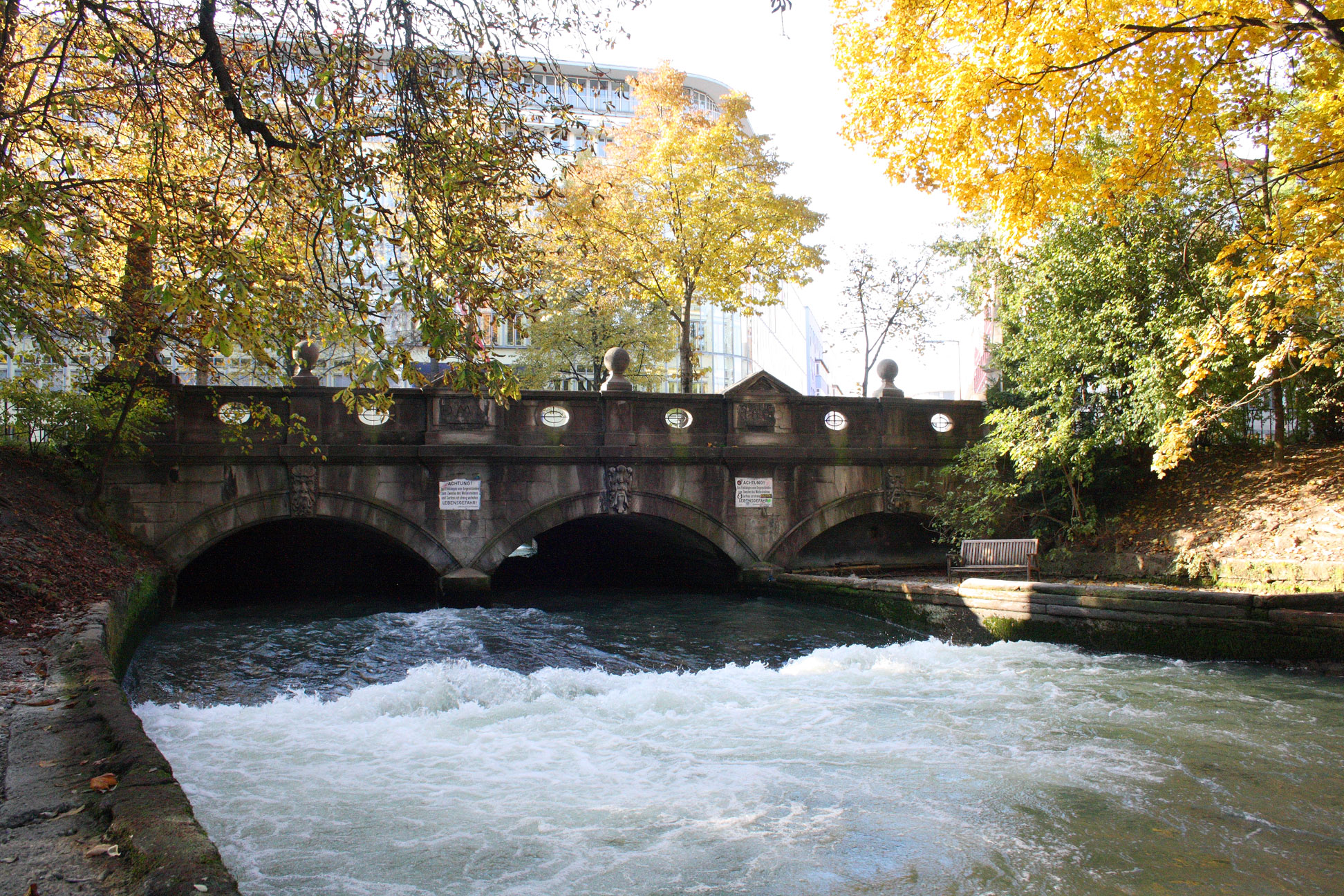
Cầu Eisbach

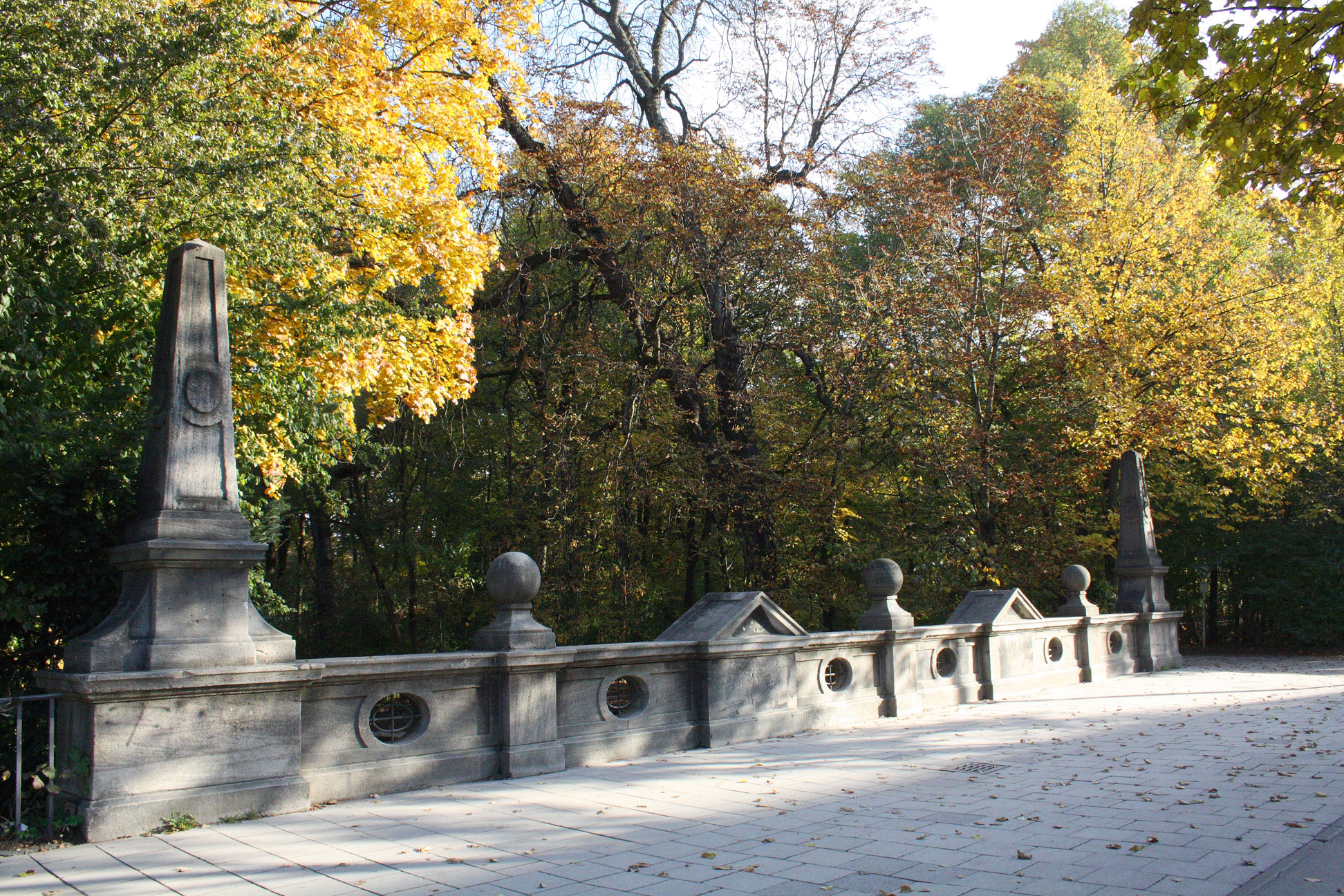
Nordbalustrade (lan can)

 Cầu Eisbach là một cầu ở München,Đức

## Vị trí
Cầu Eisbach nằm ở quận Lehel phần cuối về phía Nam của Vườn Anh. Nó dẫn con đường Prinzregentenstraße qua hai con suối mà sau cái cầu nhập lại thành suối Eisbach.

## Lịch sử
Cầu Eisbach được xây vào năm 1890 khi con đường Prinzregentenstraße được hình thành, theo tuyến đường Tây Đông nên hay gặp các con suối ở thành phố thường chảy theo hướng Nam Bắc.

Dưới ba vòng cung chảy nước từ suối Papiererbach, Stadtmühlbach và Stadtsägmühlbach sau cây cầu thì nhập lại thành suối Eisbach, cái tên mà được đặt cho cầu này. Suối Papiererbach bây giờ không được dùng nữa, nên vòng cung nằm phía Tây bị xây bịt lại.

## Mô tả
Cầu Eisbach có 3 vòng cung, mỗi cái có chiều dài là 4,90 m.
Đằng sau cầu nước chảy tạo nên sóng mà rất được ưa chuộng bởi những người trượt nước.

## Sách báo
- Christine Rädlinger, Landeshauptstadt München, Baureferat (Hrsg.): Geschichte der Münchner Brücken. Verlag Franz Schiermeier, München 2008, ISBN 978-3-9811425-2-5.